# ناحیه فارست، شهرستان میسوکی، میشیگان
ناحیه فارست (به انگلیسی: Forest Township) یک منطقهٔ مسکونی در ایالات متحده آمریکا است که در شهرستان میسوکی واقع شده‌است.
 ناحیه فارست  ۱٬۱۵۷ نفر جمعیت دارد و ۱۸۲ متر بالاتر از سطح دریا واقع شده‌است.